# Marquesado de Mijares
El marquesado de Mijares fue un título nobiliario hereditario español, creado por el rey Carlos II a favor de Juan Mijares de Solórzano y Hurtado de Monesterio mediante Real Decreto del 19 de agosto de 1691. 
Por órdenes regias dadas el 6 y 8 de julio de 1925 y Real Carta de Rehabilitación, extendida el 9 de noviembre del mismo año, se rehabilitó a favor de Federico de La Madriz y Pastor, vii conde de San Javier.

## Marqueses
|                                 | Titular                                               | Periodo                |
| Creación por Carlos II          | Creación por Carlos II                                | Creación por Carlos II |
| ------------------------------- | ----------------------------------------------------- | ---------------------- |
| I                               | Juan Mijares de Solórzano y Hurtado de Mendoza        | 1691-1704              |
| II                              | Francisco Mijares de Solórzano y Tovar                | 1704-1739              |
| III                             | Francisco Mijares de Solórzano y Tovar                | 1739-1764              |
| IV                              | Francisco Mijares de Solórzano y Mijares de Solórzano | 1764-1806              |
| V                               | Francisco Mijares de Solórzano y Mijares de Solórzano | 1806-?                 |
| VI                              | Juan Mijares de Solórzano y Rodríguez del Toro        | ?-1830                 |
| Rehabilitación por Alfonso XIII |                                                       |                        |
| VII                             | Federico de La Madríz y Pastor                        | 1925-1966              |
| VIII                            | Mercedes Ibarra y Palacios                            | 1966-1988              |